# فيرجينيا (اسم)
فيرجينيا (بالإنجليزية: Virginia)‏ هو اسم علم شخصي مؤنث مشتق من اللغة اللاتينية القديمة فيرجينيوس أي العذراء أو العزباء، هذا الاسم شائع في الغرب نسباً للقديسة مريم العذراء ويعتبر الاسم ال34 الأكثر الشعبية بالنسبة للإناث في الولايات المتحدة ولهذا الاسم أشكال أخرى مثل فيرجي وفيرجين وفيرجيني وويليكينا وجينا وجيني وجيجي وجينيا وفيرينيا.

## الشخصيات
- فيرجينيا مادسن ممثلة ومنتجة أمريكية.
- فرجينيا ساتير كاتبة أمريكية.
- فيرجينيا وولـف كاتبة إنجليزية.
- فيرجينيا أبغار طبيبة أمريكية.
- فيرجينيا دي ميديشي أميرة إيطالية فرنسية.
- فيرجينيا افيرا ممثلة بلجيكية.
- فرجينيا رومتي عالمة حواسيب أمريكية.